# دکامرون (فیلم)
دکامرون (به ایتالیایی: Il Decameron) فیلمی به کارگردانی پیر پائولو پازولینی محصول سال ۱۹۷۱ ایتالیا است. این فیلم بر اساس رمان دکامرون اثر جووانی بوکاچو ساخته شده و اولین فیلم از سه‌گانه زندگی پازولینی می‌باشد. دو فیلم دیگر حکایت‌های کانتربوری و داستان‌های عشقی هزار و یک شب می‌باشند. این فیلم شامل برهنگی، سکس و کمدی اسلپ‌استیک (به انگلیسی: Slapstick Comedy) می‌باشد.